# Toyohito Mochizuki
Toyohito Mochizuki (望月 豊仁 Mochizuki Toyohito?,  nacido el 18 de septiembre de 1953 en Shizuoka) es un exfutbolista japonés que se desempeñaba como defensa.
En 1978, Mochizuki jugó 2 veces para la Selección de fútbol de Japón.

## Trayectoria

### Clubes
| Club    | País  | Año |
| ------- | ----- | --- |
| Fujitsu | Japón | ?   |

### Selección nacional
| Selección | País  | Año  |
| --------- | ----- | ---- |
| Absoluta  | Japón | 1978 |

## Estadística de equipo nacional
| Selección de Japón | Selección de Japón | Selección de Japón |
| Año                | Part.              | Goles              |
| ------------------ | ------------------ | ------------------ |
| 1978               | 2                  | 0                  |
| Total              | 2                  | 0                  |